# Pascal (1928)
Pascal (Q138) – francuski oceaniczny okręt podwodny z okresu międzywojennego i II wojny światowej, jedna z 31 jednostek typu Redoutable. Okręt został zwodowany 19 lipca 1928 roku w stoczni Arsenal de Brest, a do służby w Marine nationale wszedł we wrześniu 1931 roku. Jednostka pełniła służbę na Atlantyku i Morzu Śródziemnym, a od zawarcia zawieszenia broni między Francją a Niemcami znajdowała się pod kontrolą rządu Vichy. 27 listopada 1942 roku „Pascal” został samozatopiony w Tulonie. Podniesiony przez Włochów, został ponownie zatopiony przez alianckie samoloty 11 marca 1944 roku.

## Projekt i budowa
„Pascal” zamówiony został na podstawie programu rozbudowy floty francuskiej z 1925 roku. Projekt (o sygnaturze M6) był ulepszeniem pierwszych powojennych francuskich oceanicznych okrętów podwodnych – typu Requin. Poprawie uległa krytykowana w poprzednim typie zbyt mała prędkość osiągana na powierzchni oraz manewrowość. Posiadał duży zasięg i silne uzbrojenie; wadą była ciasnota wnętrza, która powodowała trudności w dostępie do zapasów prowiantu i amunicji. Konstruktorem okrętu był inż. Jean-Jacques Roquebert.
„Pascal” zbudowany został w Arsenale w Breście. Stępkę okrętu położono w 1925 roku, został zwodowany 19 lipca 1928 roku, a do służby w Marine nationale przyjęto go we wrześniu 1931 roku. Jednostka otrzymała numer burtowy Q138.

## Dane taktyczno–techniczne
„Pascal” był dużym, oceanicznym okrętem podwodnym o konstrukcji dwukadłubowej. Długość całkowita wynosiła 92,3 metra (92 metry między pionami), szerokość 8,2 metra i zanurzenie 4,7 metra. Wyporność standardowa w położeniu nawodnym wynosiła 1384 tony (normalna 1570 ton), a w zanurzeniu 2084 tony. Okręt napędzany był na powierzchni przez dwa silniki wysokoprężne Sulzer o łącznej mocy 6000 koni mechanicznych (KM). Napęd podwodny zapewniały dwa silniki elektryczne o łącznej mocy 2000 KM. Dwuśrubowy układ napędowy pozwalał osiągnąć prędkość 17 węzłów na powierzchni i 10 węzłów w zanurzeniu. Zasięg wynosił 10 000 Mm przy prędkości 10 węzłów w położeniu nawodnym (lub 4000 Mm przy prędkości 17 węzłów) oraz 100 Mm przy prędkości 5 węzłów pod wodą. Zbiorniki paliwa mieściły 95 ton oleju napędowego. Dopuszczalna głębokość zanurzenia wynosiła 80 metrów, a czas zanurzenia 45-50 sekund. Autonomiczność okrętu wynosiła 30 dób.
Okręt wyposażony był w siedem wyrzutni torped kalibru 550 mm: cztery na dziobie i jeden potrójny zewnętrzny aparat torpedowy. Prócz tego za kioskiem znajdował się jeden podwójny dwukalibrowy (550 lub 400 mm) aparat torpedowy. Na pokładzie było miejsce na 13 torped, w tym 11 kalibru 550 mm i dwie kalibru 400 mm. Uzbrojenie artyleryjskie stanowiło działo pokładowe kal. 100 mm M1925 L/45 oraz zdwojone stanowisko wielkokalibrowych karabinów maszynowych Hotchkiss kalibru 13,2 mm L/76.
Załoga okrętu składała się z 4 oficerów oraz 57 podoficerów i marynarzy.

## Służba
W momencie wybuchu II wojny światowej okręt pełnił służbę na Atlantyku w składzie 4. dywizjonu okrętów podwodnych w Casablance. Dowódcą jednostki był w tym okresie kpt. mar. P.J.J. Chuniaud. W końcu września 1939 roku okręt patrolował rejon Wysp Kanaryjskich. 16 stycznia 1940 roku „Pascal” zaatakował duży statek handlowy, który opuścił port Santa Cruz de Tenerife. Niedoszłym niemieckim łamaczem blokady okazał się aliancki parowiec „Highland Princess” (14 133 BRT), który na szczęście nie doznał żadnych uszkodzeń. W lutym 1940 roku okręt stanowił część eskorty konwoju 63 KS z Casablanki do Brestu, w skład którego wchodziło osiem statków. 13 kwietnia jednostka (wraz z bliźniaczymi „Achéron” i „Argo”) opuściła Casablankę i 18 kwietnia dopłynęła do Bizerty. W czerwcu 1940 roku okręt nadal należał do 4. dywizjonu okrętów podwodnych, stacjonując w Bizercie. Jednostka uczestniczyła w tym miesiącu w patrolowaniu środkowej części Morza Śródziemnego. Po zawarciu zawieszenia broni między Francją a Niemcami okręt znalazł się pod kontrolą rządu Vichy (rozbrojony w Tulonie). 27 listopada 1942 roku, podczas ataku Niemców na Tulon, jednostka została samozatopiona. Okręt został później podniesiony przez Włochów, lecz 11 marca 1944 roku został ponownie zatopiony przez alianckie samoloty.